# Нижняя Дуванка
Ни́жняя Дува́нка (укр. Нижня Дуванка) — посёлок в Сватовском районе Луганской области Украины.

## История
14 декабря 1960 года Нижняя Дуванка получила статус посёлка городского типа.
В январе 1989 года численность населения составляла 2828 человек.
В июле 1995 года Кабинет министров Украины утвердил решение о приватизации находившегося здесь совхоза.
В январе 2013 года численность населения составляла 2216 человек.

## Местный совет
92612, Луганська обл., Сватівський р-н, смт. Нижня Дуванка, вул. Каштанова, 79 (укр.)